# Абдуллах аль-Мамун
Абу́ль-Абба́с Абдулла́х ибн Хару́н аль-Маму́н, известный как аль-Маму́н (араб. المأمون‎; 19 сентября 786 — 9 августа 833) — правитель (халиф) Арабского халифата c 813 по 833 годы, из династии Аббасидов. Известен основанием Дома мудрости в Багдаде и покровительством наукам, особенно астрономии. Разделял взгляды мутазилитов.

## Биография
Отцом аль-Мамуна был Харун ар-Рашид, а его мать имела персидское происхождение. После смерти отца халифом стал брат Мамуна аль-Амин, а Мамун стал губернатором Хорасана и уехал в Мерв. Когда Амин в нарушение воли отца отстранил Мамуна от престолонаследия и объявил своим наследником сына, то Мамун после осады захватил Багдад, обезглавил Амина и воцарился сам. Поддерживал претензии Фомы Славянина на престол Византии. Первые четыре года правительство фактически возглавлял опытный визирь Аль-Фадль ас-Сарахси. 

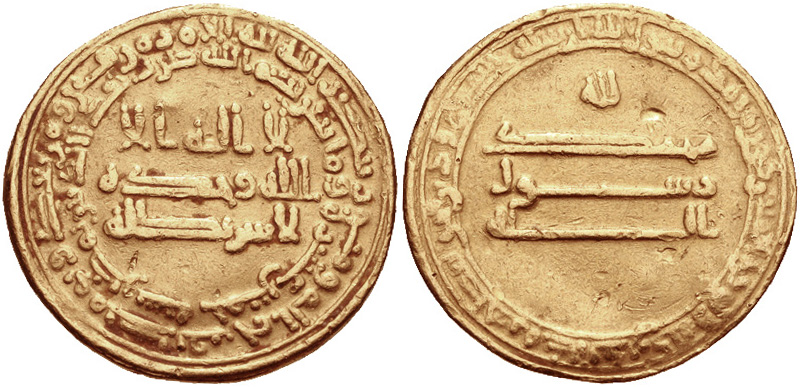
Золотой динар Мамуна

Аль-Мамун привлёк к управлению государством учёных и основал в Багдаде Дом мудрости (Бейт аль-хикма), созданный в подражание старинной персидской академии Джундишапура. Там же была создана библиотека и приют для странствующих учёных. В 827 году по повелению халифа (и при его финансировании) были проведены градусные измерения дуги меридиана в долине Синджар, осуществлён перевод труда Птолемея на арабский язык («Альмагест»); в 829 году в Багдаде основана астрономическая обсерватория. 
Опора аль-Мамуна на персидскую знать вызывала многочисленные восстания в регионах, которые приходилось подавлять. Мерв он покинул только в 819 году, на 7-м году правления. Между тем в самом Иране против халифата началось затяжное восстание Бабека. В 822 году Хорасан и Мавераннахр фактически отпали от халифата и перешли под управление Тахиридов. В 831 году халиф лично прибыл в Египет, где жестоко подавил второе восстание коптов, после чего их численность уменьшилась вдвое. Тогда же предпринял безуспешную попытку найти сокровища в пирамиде Хеопса (см. о ней ниже). Умер в 834 году при возвращении из очередного похода на Византию.

## Проникновение в пирамиду Хеопса
На протяжении нескольких месяцев 831 года посланные аль-Мамуном люди при помощи тарана, огня и уксуса, разъедавшего облицовку, пытались найти вход в пирамиду Хеопса на её северной грани, закрытый во времена римской оккупации Египта. Ошибка их заключалась в том, что они выбрали точку начала работ ровно по оси симметрии Большой пирамиды, в то время как её все основные известные проходы лежат на 7 метров восточнее. Вдобавок, работы были начаты на 10 метров ниже истинного входа. Однако, из-за шума падающих камней внутри пирамиды, им всё же удалось, свернув влево, выйти на Нисходящий коридор. Обнаружив торец гранитной пробки, закрывавшей вход в восходящий коридор, Аль-Мамун указал обойти его справа, и, скорее всего, он был первым человеком, чья нога спустя примерно 3400 лет после строительства пирамиды ступила в Большую галерею. Судя по следам, оставленным на камне, рабочие извлекли (действуя с боков) каменные пробки, закрывавшие лаз в предкамеру, взломали опускные заслонки предкамеры, выковыряли ломами (уже сверху — из-за тесноты) пробку лаза и проникли в камеру царя. В камере не было найдено ничего, кроме пустого гранитного саркофага и слоя белой пыли (вроде талька) толщиной пол-локтя. Легенда гласит, что во избежание бунта Аль-Мамуну пришлось срочно доставить из Багдада небольшое количество золота и подбросить его в одно из помещений пирамиды. Но никаких настоящих царских сокровищ он так и не нашёл. 
Согласно же аль-Кайси (XII век), «был найден гроб, похожий на статую мужчины, высеченную из зелёного камня. Когда этот гроб принесли к халифу и сняли крышку, под нею оказалось тело мужчины в золотых доспехах, украшенных драгоценными камнями, в руке он держал меч, которому нет цены, а на лбу у него горел огромный рубин величиной с куриное яйцо; и халиф взял этот камень себе». 
Ради достижения цели Мамуном было вынуто из пирамиды более 200 многотонных блоков, в качестве свидетельства его действий на северной грани пирамиды осталась большая воронка. По мнению более поздних арабских авторов, Мамун стремился не найти сокровища, а разрушить пирамиды как постройки неверных. Данная история описана в «Рассказе об аль-Мамуне и пирамидах» из «Тысячи и одной ночи».

## Память

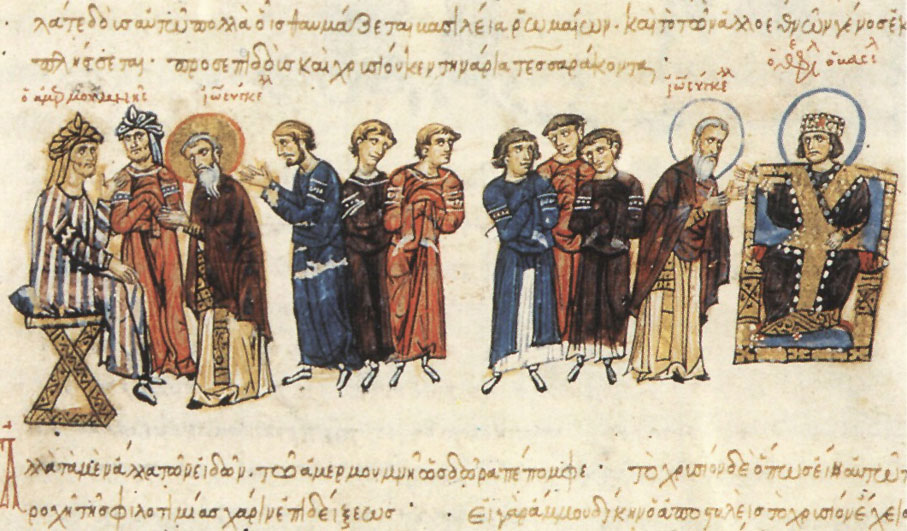
Византийское посольство Иоанна Грамматика в 829 к Мамуну (изображён слева) от Феофила (изображён справа)

В 1935 году Международный астрономический союз присвоил имя Мамуна кратеру на видимой стороне Луны.